# Warandepark (Huizen)
Het Warandepark of Stadspark Huizen is een park in de Noord-Hollandse plaats Huizen op de grens met Blaricum. Het gebied grenst aan de Zenderwijk. Aan de zuidzijde loopt de Randweg en aan de oostzijde ’t Merk. Het park van 46 hectare heeft vijvers en maar liefst 25 bruggen over de sloten die door het park slingeren. De zwerfkeien dienen als herkenningspunten en verwijzen naar de stuwwallen van de Utrechtse Heuvelrug die stenen naar dit gebied brachten tijdens de ijstijd.
Het Stadspark van Huizen werd omstreeks 1975 aangelegd. De gemeente heeft in 2023 gewerkt aan een opwaardering van het park, met aandacht voor waterstructuren, paden en beplanting om het park gezonder en aantrekkelijker te maken. Ook werden afspraken gemaakt om een deel van het park om te vormen tot voedselbos.
Tot de voorzieningen in het park behoren sportvelden, een waterspeeltuin voor kinderen (sinds 2015) en natuurlijke spelplekken. Daarnaast bevinden zich er sportvelden, Kinderboerderij De Warande en ontmoetingsplekken voor jongeren.

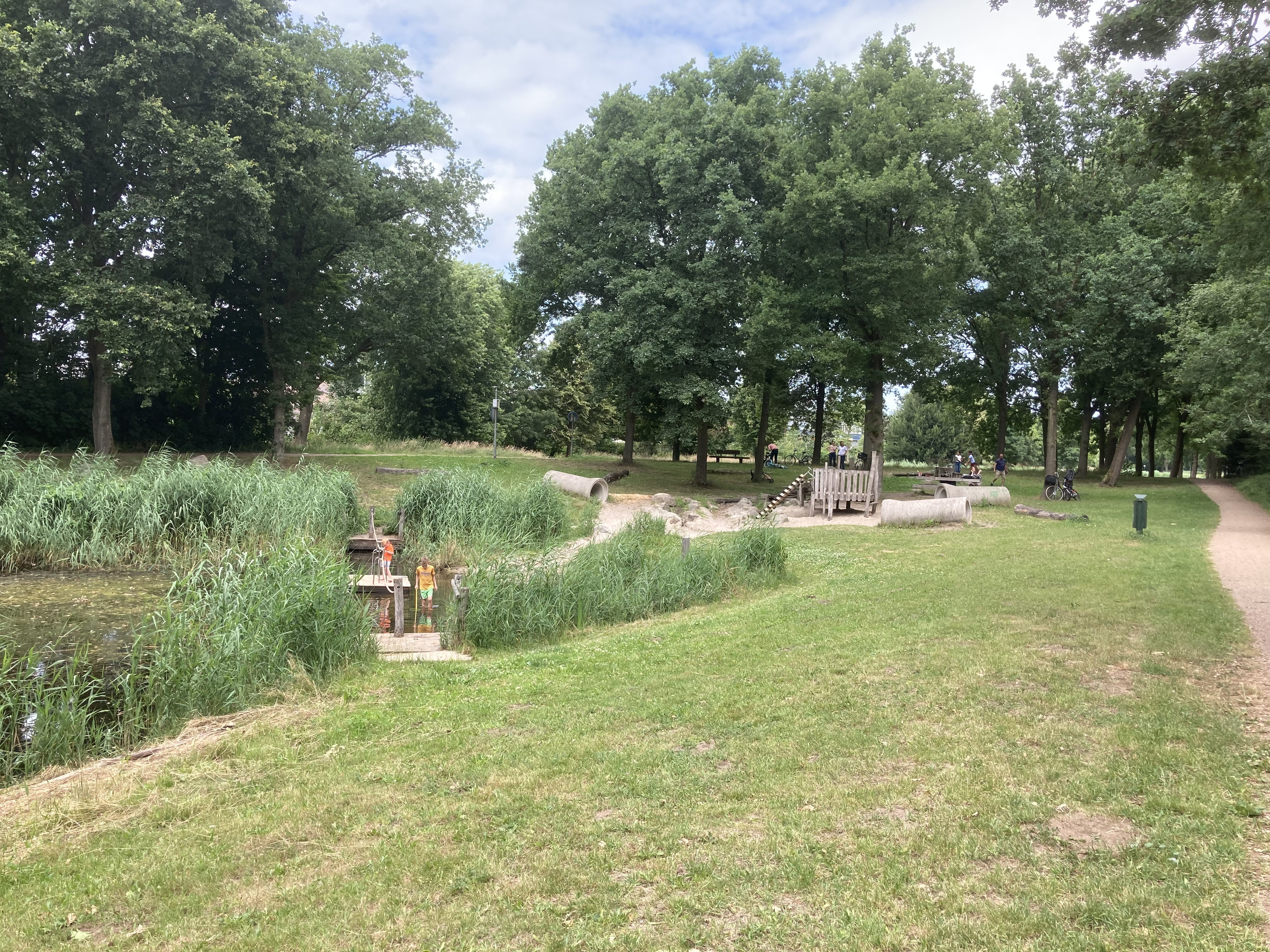
waterspeelplek
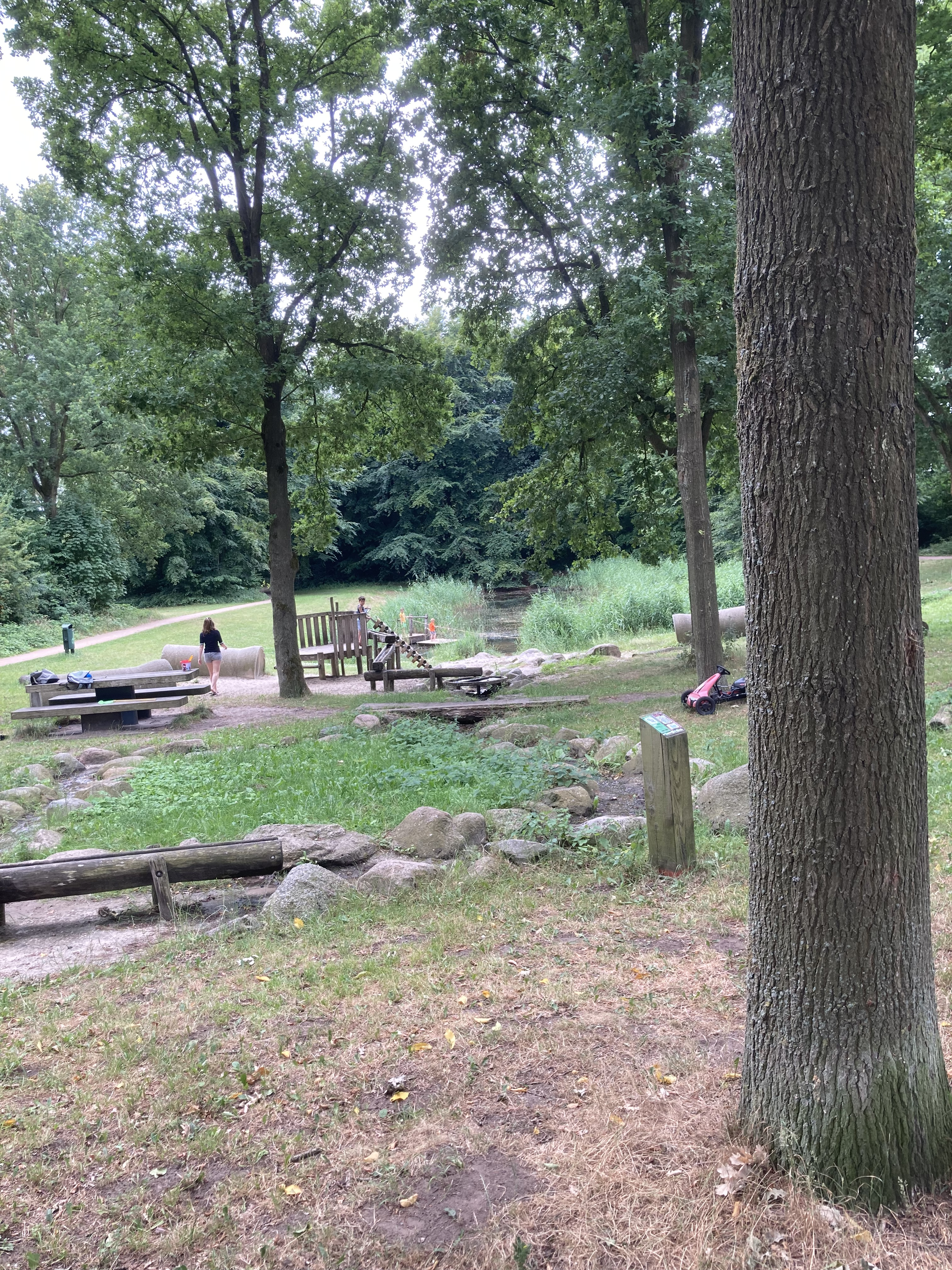
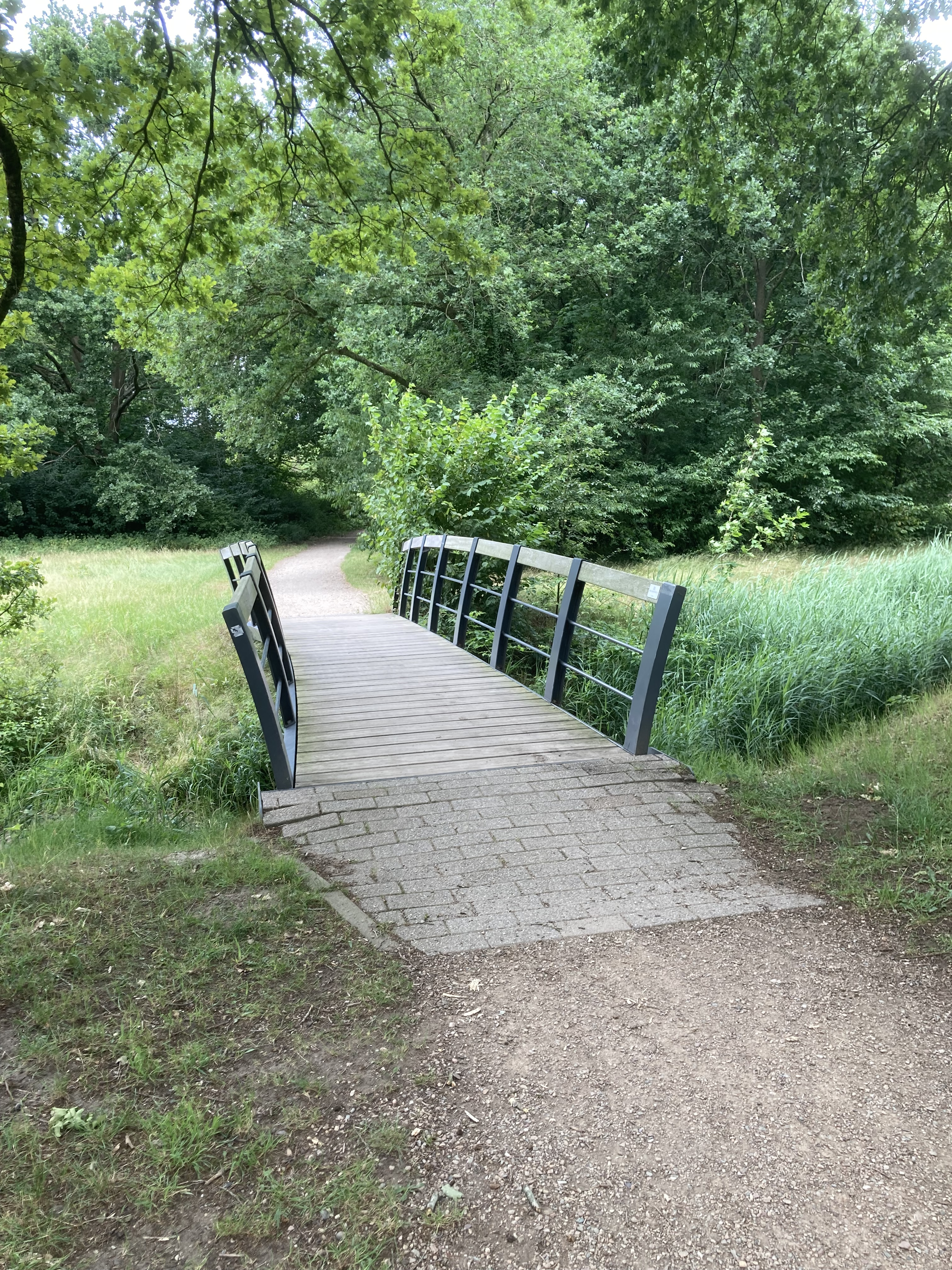
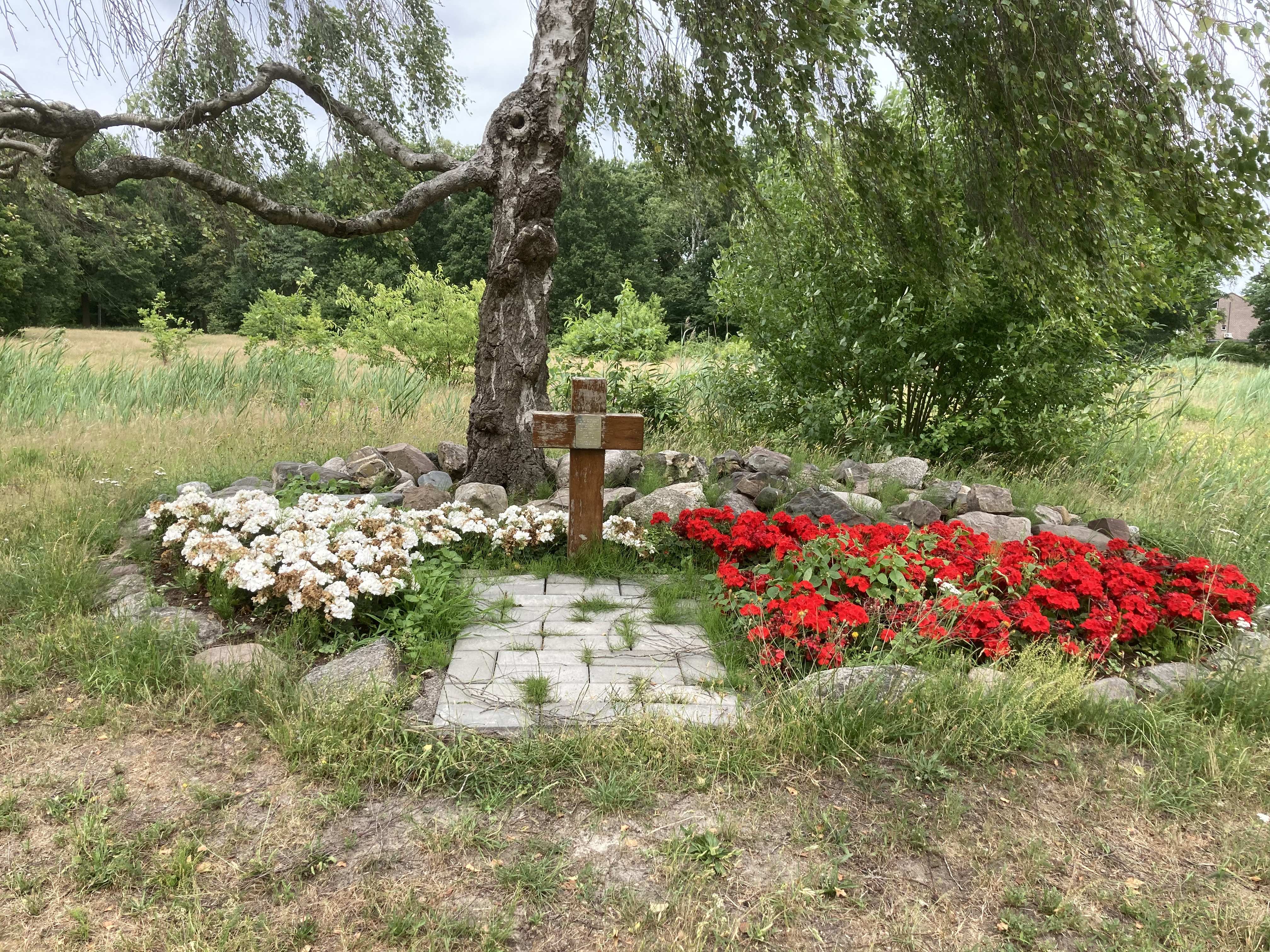
Herdenkingsmonument